# Raden Ariffien
Raden Ariffien (Cimahi, 23 giugno 1902 – 28 dicembre 1976) è stato un regista, sceneggiatore e giornalista indonesiano.
Inizialmente militante nazionalista, entrò nell'industria cinematografica nel 1940 dopo un periodo alla radio e al teatro. Durante i suoi 25 anni di carriera, è stato coinvolto in circa 36 film in varie mansioni, soprattutto quelle di regista e sceneggiatore. Successivamente è diventato caporedattore della rivista cinematografica Varia. Fu uno dei quattro registi della Union Films.

## Biografia
Ariffien nacque a Cimahi, nelle Indie orientali olandesi, il 23 giugno 1902. Ricevette un'educazione scolastica di livello primario. A partire dal 1923 fu coinvolto nei nascenti movimenti nazionalista e operaio, scrivendo articoli per diversi giornali. Trascorse tre anni in prigione alla fine degli anni venti e, poco dopo essersi unito al Partito nazionale indonesiano (Partai Nasional Indonesia), passò altri due anni di carcere dal 1930 al 1931. Successivamente concentrò le sue energie nel teatro. A metà degli anni trenta si unì alla compagnia Bolero, sotto la direzione di Andjar Asmara, che lasciò poco dopo per lavorare in radiodrammi.
Dal 1940 passò infine al Cinema, dirigendo Harta Berdarah con R Hu per la Union Films. La pellicola venne ben accolta da pubblico e critica e pertanto egli proseguì la sua esperienza nello studio di produzione, realizzando l'anno successivo Asmara Moerni, per il quale fece pressione per avere il militante politico Adnan Kapau Gani come attore protagonista, affinché attirasse un pubblico maggiormente istruito. Nello stesso periodo scrisse un film per la Star, Tjioeng Wanara, e ne diresse un terzo per la Union, Wanita dan Satria.
Agli albori del 1942 però l'Impero giapponese occupò le Indie e Ariffien decise di lavorare per il Consiglio Culturale (Keimin Bunka Syidosyo). Gli furono date due opportunità di dirigere film di propaganda per lo studio Nippon Eigasha. Tuttavia, lo storico del cinema indonesiano Misbach Yusa Biran suggerisce che un giapponese di nome Kurata Bunjin fosse il vero regista di questi lavori, con Rd Ariffien come suo assistente. Il primo, Berdjoang, fu rilasciato nel 1943 e doveva indurre gli indonesiani a unirsi all'esercito in lotta per il Giappone; era l'unico lungometraggio prodotto in patria e distribuito nelle Indie orientali olandesi durante l'occupazione. Il secondo, Keseberang, uscì nel 1944.

### Ultimi anni
Con la resa del Giappone nel 1945, Ariffien prese l'equipaggiamento della Nippon Eigasha e si trasferì a Yogyakarta, dove fondò la Berita Film Indonesia. Durante questo periodo, con la Rivoluzione nazionale indonesiana in pieno vigore, si concentrò principalmente sul cinegiornale. Tornò a girare un lungometraggio solo nel 1950, dopo la proclamazione dell'indipendenza indonesiana, realizzando Meratap Hati, che mostrava la sofferenza di una donna dopo essere stata abbandonata dal marito. La seconda metà degli anni cinquanta fu il suo periodo più prolifico, completando più della metà dei suoi film nel periodo di sei anni.
Ariffien si riunì con Andjar Asmara nel 1958 alla rivista Varia, lavorando come assistente. Questo rallentò la sua produzione cinematografica. In 1961, dopo la morte di Andjar, divenne caporedattore del periodico. Nel 1965, girò la sua ultima pellicola, Takkan Lari Gunung Dikedjar, su un triangolo amoroso tra la moglie di un dottore, un cantante e la sua ragazza. Ariffien è registrato come editor di Varia fino al 1978 circa.

## Filmografia
Ariffien venne sicuramente coinvolto in 36 film, dei quali ne diresse 33 (molti scritti anche da lui); recitò anche, in un'unica produzione.

### Cast
- Taufan (1952)

### Regista
Lungometraggi
- Harta Berdarah (1940)
- Asmara Moerni (1941) – anche soggettista
- Wanita dan Satria (1941)
- Berdjoang (1943) – anche soggettista
- Meratap Hati (1950)
- Budi Utama (1951)
- Rakjat Memilih (1951)
- Dewi dan Pemilihan Umum (1954)
- Djakarta Diwaktu Malam (1954)
- Eulis Atjih (1954)
- Antara Tugas dan Tjinta (1954)
- Konde Tjioda (1954) – anche soggettista
- Lain Dulu Lain Sekarang (1954) – anche soggettista
- Gado-gado Djakarta (1955) - anche sceneggiatore e direttore della fotografia
- Gali Lobang Tutup Lobang (1955)
- Habis Manis Sepah Dibuang (1955)
- Hari Minggu (1955)
- Ratu Kentjana (1955) - anche sceneggiatore
- Korupsi (1956)
- Pegawai Negeri (1956)
- Konsepsi Ajah (1957) - anche sceneggiatore
- Apa jang Kunanti? (1957) - anche sceneggiatore
- Bunga dan Samurai (1958) - anche sceneggiatore
- Wanita Indonesia (1958)
- Dibalik Dinding Sekolah (1961)
- Kumbang dan Bunga (1961)
- Limapuluh Megaton (1961)
- Dara Kembar (1960) - anche sceneggiatore
- Kekota (1960)
- Pendjual Koran (1960) - anche sceneggiatore
- Si Mamang (1960) - anche sceneggiatore
- Takkan Lari Gunung Dikedjar (1965)

Cortometraggi
- Keseberang (1944)

### Solo sceneggiatore
- Tjioeng Wanara (1941)
- Hanja Sepekan (1955)